# Dornfelder

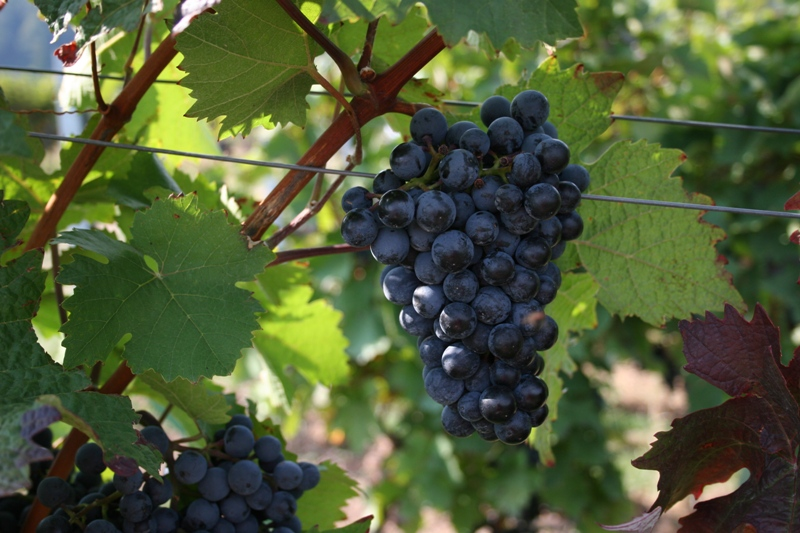
Dornfelderdruvor

Dornfelder är en blå vindruva som är viktig i många tyska rödviner. Den är den näst mest odlade blå druvsorten i Tyskland. Druvan skapar tämligen enkla men trevligt fruktiga rödviner som inte är tänkta att lagras. 1955 framkorsades druvan av tysken August Herold vld Staatliche Lehr- und Versuchsanstalt für Wein- und Obstbau i Weinsberg. Ursprunget var de båda tyska druvorna Heroldrebe och Helfensteiner (vilka i sin tur också är korsningar).
I Tyskland förekommer den främst i viner från Pfalz, Württemberg och Rheinhessen. Den odlas även i England och blandad med Pinot Noir ger den där både rödviner och roséviner av hög kvalitet.
Druvan Dornfelder odlas även i östra Tyskland, framförallt kring Saale-Unstrut.